# Strefa wyłącznego rybołówstwa
Strefa wyłącznego rybołówstwa – strefa morska, znajdująca się poza wodami terytorialnymi państwa, w której państwo nadbrzeżne ma odnośnie do rybołówstwa takie same uprawnienia jak na morzu terytorialnym. Może więc zastrzec wyłączność rybołówstwa dla własnych jednostek połowowych.
Dla jednostek połowowych innych państw może wydawać odpłatne lub nieodpłatne licencje.
Obecnie, zamiast stref wyłącznego rybołówstwa, prawie wszystkie państwa nadbrzeżne ustanowiły 200 milowe wyłączne strefy ekonomiczne (na podstawie Konwencji o prawie morza z Montego Bay, uchwalonej w 1982.
W Polsce początkowo strefa wynosiła 12 mil morskich, jednak ustawa o polskiej strefie rybołówstwa morskiego rozciągnęła polską wyłączność na cały sektor Bałtyku, do którego Polska była uprawniona.
Przez pojęcie strefy rybołówstwa morskiego rozumie się polską wyłączną strefę ekonomiczną.